# Hipótesis del tetranucleótido

La hipótesis del tetranucleótido de Phoebus Levene  proponía que el ADN estaba compuesto de secuencias repetitivas de cuatro nucleótidos.  Levene desarrolló esta hipótesis en 1910 y fue muy influyente durante las tres décadas siguientes. El diagrama de la derecha ilustra la visión de Levene y Tipson del ADN.  En 1940, a la muerte de Leven, Bass escribió en su obituario. 
Como resultado de la obra de Levene tenemos un concepto exacto de las estructura de estas gigantescas moléculas, probablemente los materiales biológicos más complejos, cuya arquitectura ha sido reconstruida.
Esta estructura hipotética implica que las cuatro bases nitrogenadas están presentes en cantidades iguales en el ADN, asumiendo que las pequeñas variaciones observadas experimentales eran resultado de errores experimentales.
Sin embargo, Erwin Chargaff  demostró que las cuatro frecuencias no eran iguales, y que tenían variaciones consistentes entre diferentes estudios. Específicamente, de acuerdo con sus reglas la relación correcta es G = C ≠ A= T. Las igualdades entre guanina y citosina, y entre adenina y timina sugerían que estas bases se emparejaban, siendo este emparejamiento la base de la estructura del ADN que hoy en día se conoce como la correcta. Por el contrario, las desigualdades entre guanina y adenina etc. significaban que el ADN podría tener una unidad fundamental que se repite sistemáticamente, al igual que la hipótesis del tetranucleótido sostiene. Por este motivo, no había razón por la que la secuencia no pudiese contener información.

Años más tarde, ciertas autoridades consideraron que la hipótesis del tetranucleótido había sido maliciosa para el desarrollo de la biología molecular. Bentley Glass, por ejemplo, lo denominó "catástrofe científica"..  Más recientemente, Hargittai  lo vio desde una perspectiva más optimista, y Frixione y Ruiz-Zamarripa  escribieron lo siguiente:
El trabajo [de Levene] iba a culminar en el informe de Levene y Tipson de 1935, demostrando con exactitud por primera vez la estructura molecular del ADN, así como una estructura cercana a la estructura verdadera del ARN. Este logro merece la distinción del artículo científico como un Clásico de la literatura de biología molecular.